# Észak-Macedónia autópályái
Ez a lap Észak-Macedónia autópályáit és főbb autóútjait tartalmazza.

## Története
Észak-Macedónia az autópálya-építkezések érdekes színfoltjának tekinthető. Az ország az E75-ös fejleszti autópályává, amely érinti a fővárost, Szkopjét is. A Vardar-völgyi építkezés a befejező szakaszhoz érkezett. Ez az útszakasz csatlakozni fog a Szalonikiből északra vezető, már elkészült görögországi autópályához. Észak-Macedónián halad keresztül még a kelet-nyugati irányú, E65-ös VIII-as korridor is. Ez az útvonal a Fekete-tenger térségét köti össze Tiranával és az albán kikötővel, Durrëssel. Azonban ennek az építését Észak-Macedóniának egyedül kell kigazdálkodnia, mivel az építendő út nem uniós tagországokon át vezet, így nem lehet Brüsszelhez pályázati úton anyagi támogatásért folyamodni. Ez Észak-Macedónia egyik problémája. A másik az, hogy egy görög autópálya épül a bolgár–macedón–albán útvonaltervekkel párhuzamosan, alig néhány kilométerre a macedón határtól. Görögország – kihasználva EU-tagságát és az így nyerhető pénzügyi támogatást – lassan be is fejezi a Jón-tenger és az Égei-tenger közötti szakasz építését. Ez a görög sztráda ugyan kis hatékonysággal fog működni, mert nem érinti a fekete-tengeri kikötőket és az ebből származó nemzetközi kereskedelmet. Azonban még így is jelentős forgalmat szívhat el az északi szomszédoktól, akik így bevételkieséssel számolhatnak.
Budapestről egyébként Szalonikit és Görögországot a legegyszerűbben Észak-Macedónián át lehet elérni, mert ez a legrövidebb út.

## Az autópályák táblázatban
| Autópálya | Érintett települések                                                                                  | Teljes hossza | Térkép |
| --------- | --- | ------------- | ------ |
|           | Szerbia - Kumanovo - Miladinovce - Velesz - Gevgelija - Görögország                                   | 178,43 km     |        |
|           | Kumanovo - Rankovce - Kriva Palanka - Bulgária                                                        | 73,574 km     |        |
|           | Petrovac - Szkopje - Momin Potok - Koszovó                                                            | 39,65 km      |        |
|           | Miladinovce - Szkopje - Tetovo - Gosztivar - Kicsevo - Podmolje - Sztruga - Albánia                   | 193,614 km    |        |
|           | Podmolje - Ohrid - Reszen - Bitola - Berovci - Prilep - Velesz - Stip - Kocsani - Delcsevo - Bulgária | 310,269 km    |        |
|           | Bitola (M5) - Medzsitlija – Görögország                                                               | ? km          |        |
|           | Stip - Radovis - Sztrumica - Bulgária                                                                 | 94,612 km     |        |
|           | Debar - Kicsevo (M4) - Prilep (M5) - Drenovo - Negotino (M1) - Goracsino (M6)                         | ? km          |        |